# بيدوباست الثاني
بيدوباست الثاني أحد ملوك مصر القديمة المرتبطين بالأسرة الثانية والعشرين أو على الأرجح الثالثة والعشرين. لم يرد ذكره في أي من قوائم الملوك، وقد اعتبره إيدن دادسن وديان هيلتون ابنا محتملا وخليفة للملك ششنق الخامس ، وذلك في كتابهما الصادر عام 2004 بعنوان عائلات مصر القديمة الملكية الكاملة. وهما يؤرخان فترة حكمه حوالي بين عامي 743-733 قبل الميلاد، أي بين عهدي ششنق الخامس وأوسركون الرابع.
كما وضع يورغن فون بيكيراث بيدوباست الثاني في عهد بعنخي أو في الأسرة الثالثة والعشرين، واقترح لهذا الملك مدة حكم بين عامي 736-731 قبل الميلاد. ويبقى في كل الأحوال الطول الدقيق لعهد بيدوباست الثاني غير مؤكد ، ولربما كان بيدوباست الثاني هو ابن يوبوت الثاني ومن ثم أصبح ملكا محليا في أتريب، لأن قائمة الملوك الخاصة بلوحة پعنخي تضع بجوار أوسركون الرابع ملكا يدعى بيدوباست ويلقبه هناك بأمير أتريب.
كان الاسم الملكي لبيدوباست الثاني أو اسم تتويجه "سحتپ إب إن رع" وقد تم إثبات أنه كان ملكا على تانيس، أو على الأقل حاكما لجزء من الدلتا سيطر على هذه المدينة، وذلك من خلال العديد من الكتل الحجرية التي وجدت هناك حاملةً لقبه الملكي.  ومع ذلك، يفضل كينيث كيتشن تأريخ عهد بيدوباست الثاني بوقت قريب من الغزو الآشوري تحت حكم آسرحدون ثم آشور بانيبعل في منتصف ستينات القرن السابع قبل الميلاد. وكل هذا يلقي بظلال كبيرة من عدم اليقين على مدة وموضوع فترة حكم هذا الملك في غضون عصر الاضمحلال الثالث.